# Вайно Антон Едуардович
Анто́н Едуа́рдович Ва́йно (ест. Anton Vaino; нар. 17 лютого 1972, Таллін, Естонська РСР) — російський державний діяч, політик. Глава Адміністрації президента РФ з 12 серпня 2016 року. Постійний член Ради Безпеки РФ з 25 травня 2012 року. Дійсний державний радник РФ 1 класу (2008).

## Життєпис
За думкою чисельних оглядачів, Вайно вважається типовим російським «системним» чиновником-функціонером, він також є спадковим радянським та пострадянським номенклатурником — представником «нового російського дворянства».
Народився 17 лютого 1972 року в Талліні, Естонія, в русифікованій сім'ї радянської партійно-господарської номенклатури. Батько за освітою економіст, працівник сфери радянської закордонної торгівлі, дід — компартійний керівник, невдовзі 1-й секретар ЦК Компартії Естонії. Коли Антону Вайно було п'ять років сім'я покинула Естонію і перебралася до Москви. У 1981—1985 жив в Японії, де батько був радянським торговим представником.
У 1996 році Антон Вайно закінчив факультет міжнародних відносин Московського державного інституту міжнародних відносин МЗС Росії. Вільно володіє англійською та японською мовами.
З 1996 по 2001 рр. — працював в Посольстві РФ в Японії.
З 2001 по 2003 рр. — співробітник Другого Департаменту Азії МЗС Росії.
З 2003 по 2004 роки рік працював в Управлінні протоколу Президента РФ, консультант, радник, заступник начальника відділу.
З 2004 по 2007 рік — заступник начальника Протокольно-організаційного управління Президента РФ. 4 жовтня 2004 року присвоєно класний чин — Дійсний державний радник Російської Федерації 2 класу.
З 26 квітня по 8 жовтня 2007 року — перший заступник керівника протоколу Президента РФ.
З 8 жовтня 2007 року по 25 квітня 2008 року — заступник керівника Апарату Уряду РФ. 22 січня 2008 року присвоєно вищий класний чин — Дійсний державний радник РФ 1 класу.
25 квітня 2008 року призначений керівником протоколу Голови Уряду РФ — заступником керівника Апарату Уряду РФ.
З 27 грудня 2011 року по 21 травня 2012 року — міністр РФ — керівник Апарату Уряду РФ.
З 22 травня 2012 року — заступник керівника Адміністрації Президента РФ.
З 12 серпня 2016 року — керівник Адміністрації Президента РФ. Включений до складу Ради Безпеки РФ як постійний член.

### Зв'язки
За твержденням російського політичного аналітика Михайла Тульського, Антон Вайно є ставлеником Сергія Чемезова — багаторічного та впливового соратника Путіна ще з часів спільної служби у Дрездені, генерал-полковника, гендиректора корпорацій «Ростехнології» (колишня ФДУП «Рособоронекспорт») та АвтоВАЗ, де батько Антона Вайно Едуард Вайно займає ключові позиції. Сенсаційна відставка Сергія Іванова та призначення на цю посаду Вайно, на думку М.Тульського, означає перемогу Чемезова і структур, що за ним стоять (один з кількох правлячих в Росії «чекістських кланів»), над головним куратором всієї воєнної активності РФ Сергієм Івановим. Приводом до заміни Іванова на Вайно посприяв провал провокаційної спецоперації ФСБ в Криму 7—10 серпня 2016 — сфабрикованої справи про «українських диверсантів», яка могла стати приводом для оголошення Путіним повномаштабної війни Україні, та його негативні наслідки для путінського режиму.

## Науково-винахідницька діяльність
- В 2013 році без відриву від діяльності в адміністрації президента, як здобувач РосДГУ, написав і захистив дисертацію на звання кандидата економічних наук на тему: «Організаційно-економічний механізм інноваційного розвитку гірничопромислового виробництва» (спеціальність ВАК 08.00.05)[15]. Науковий керівник — Антон Кобяков, постійний співавтор статей і патентів А.Вайно, також радник президента РФ.[16]

- Разом з В. Н. Сараєвим винайшов Нооскоп — досі невідомий в науці і техниці прилад, що ніби отримує і реєструє зміни в ноосфері (в біосфері і в діяльності людства), використовуючи принцип «російської матрьошки» — концентричних оболонок різної щільності і складу, що утворюють Землю.[17][18]

### Публікації
- А. Э. Вайно, А. А. Кобяков, В. Н. Сараев. Образ победы[19];— М.: Институт экономических стратегий, компания «GLOWERS», 2012. — 140 с. ISBN 9785936181917
- А. Вайно. Капитализация будущего[недоступне посилання з червня 2019]. — Вопросы экономики и права. 2012. № 4, с. 42—57.
- А. Э. Вайно, А. А. Кобяков, В. Н. Сараев. Глобальная неопределенность. — Экон. науки. 2011. № 8 (81). с. 33—40.
- А. Э. Вайно, А. А. Кобяков, В. Н. Сараев. Код рынка. — Экон. стратегии. 2011. № 11. С. 94—99; № 12. С. 88—96; 2012. № 1. С. 2—9.

### Окремі цитати А.Вайно
З книги А. Вайно, А. Кобяков, В. Сараев. «Образ победы». (2012):
- |  | Суперприбуток створюється і матеріалізується при зміні правил гри або при прояві нових правил |
- |  | Поява ринку, на якому прибуток отримували не тільки коштом покупки або продажу акцій, але й з допомогою розумної гри, навіть не маючи на руках ні акцій, ні грошей, різко прискорило розвиток економіки. |
- |  | Національна ідея, представлена в цьому літописі, в прославлянні справжнього через минуле. |
- |  | Садко герой не тому що він багач, а тому що втер носа новгородським багатіям. |

### Питання авторства
Учасники російської наукової мережної спільноти жваво відгукнулись на появу списку та текстів праць А. Е. Вайно. Дехто знайшов, що цілі куски текстів наукових статей, підписаних Вайно, мають інше авторське походження. Так, наприклад фраза: «Нет никаких способов доказать, т.е. обосновать логически, что столь привычный нам окружающий мир — знакомый нам зрительно, на слух и на ощупь — существует реально, а не только в нашем воображении»… — без змін походить з книги Криса Сміта «Біология Сенсорних Систем», що є в мережі.
А пасаж «….но математика и математические законы в других науках не есть абсолютные истины. Несколько различных геометрий, в основе которых лежат разные аксиомы, одинаково хорошо согласуются с наблюдательными данными о структуре пространства.» — цілком скопійований з російського перекладу книги американського математика Моріса Клайна (1908—1992) «Втрата визначеності»
Проте дослідники з сайту «Корпорація геніїв» вважають, що кремлівський чиновник та номінальний автор статті «Капіталізація майбутнього» найбільш імовірно навіть не читав свого тексту, тому що не помітив, що його справжній автор залишив свої реквізити — це адреса електронної пошти. Пошук за адресою привів на справжнього автора. Це Марина Федорівна Гуськова (Стерлікова), канд.екон.наук., доцент кафедри основ економічної теорії, заст. зав. кафедри Московського державного інституту електроніки і математики (МИЭМ). За сумісництвом — активний діяч сімейного бізнесу або цілої підпільної мережі по створенню фальшивих дисертацій. Автори пошуку вважають, що імовірно Антон Вайно замовив доценту М.Куськовій статтю, потрібну для набору необхідної кількості наукових публікацій перед захистом дисертації, але навіть не спромігся її прочитати.

### Авторитетні оцінки
- Російський соціолог Ігор Ейдман розглядає саму ідею створення «Нооскопу» як приклад відомого в психіатрії синдрому «нав'язливої ідеї»:

|  | Звичайно, створити такий універсальний інструмент стеження за всім сущим в світі неможливо. Але, мріючи про нього, Вайно зробив корисну справу: сформулював абсолютний ідеал російської бюрократії. Нооскоп - це мрія чиновника про ідеально впорядковану державу, де все під контролем, де без відома бюрократії, що називається, навіть муха НЕ пролетить. <...> Ця штука ... сильніша за <роман> "1984" Орвелла. Не якийсь допотопний орвелівський телеекран, що стежить за глядачем, а апарат, що сканує всю сферу розуму (ноосферу) одночасно. Ось про що мріє керівництво путінської адміністрації, ... Російські вищі чиновники не просто шахраї і злодії. Вони набагато небезпечніші. Це типажі з'їхавших з глузду авантюристів з фільмів про Джеймса Бонда, які мріють про те, щоб контролювати весь світ або, по Вайно, всю ноосферу.... Вся історія з Вайно і його «винаходом» свідчить, що російська бюрократія прагне до тотального контролю над суспільством. Це її, як кажуть психіатри, «надцінна ідея». |

- Британо-американський культуролог та колишній радянський психолог, професор Кембриджського та Джорджтаунського університетів Олександр Етнкінд, оцінює згадуваний у публікаціях Вайно «нуль», як щось на кшалт основного міфу путінської бюрократії та особливого типу фундаменталізму. Зміст книги А.Вайно, А.Кобякова та В.Сараева «Образ победы» Еткінд оцінює таким чином:

|  | Я прочитав книгу нового начальника простору, часу і життя. На відміну від його статті, яку я прочитав вчора, над цією книгою попрацювали. В цілому, вона не здається ні графоманією, ні плагіатом (хоча шматки і того і іншого напевно знайдуться). Як в будь-якій замовленій роботі, в ній є частини щирі, написані або продиктовані замовником, і частини більш формальні, зроблені профі. Ось щира і небезпечна частина: «Бувають такі люди, які в хвилини найбільшої небезпеки і найвищого нервового напруження виглядають напівсонними і млявими. Ця млявість оманлива. Саме в такому стані подібні суб'єкти найбільш готові до завдавання удару в будь-якому напрямку. Вони близькі до положення нуля, з якого завдають найжорсткіших і разючих блискавичних ударів <…> якщо ви в точці нуля, то удар буде коротким, безжальним і, при правильній постановці руки, невідпорним. Взагалі <> все мистецтво ведення бою полягає в здатності бійця завдавати удари, не виходячи з положення нуля. … Це страшні удари і вони убивчо жорстокі. Найлегший, нікчемний такий удар призводить до втрати функціональності і залишає у одержувача важкий незгладимий слід протягом усього подальшого терміну його перебування в просторі-часі. Таких ударів не можна завдавати без необхідності. Необхідність чітко і жорстко регламентована». |

- Ігор Яковенко, російський публіцист та політик, колишній депутат Держдуми, гендиректор Національної тиражної служби, секретар спілки журналістів РФ та голова профспілки журналістів: |  | Антон Вайно... вигадав прилад, за допомогою якого можна керувати майбутнім планети. Мабуть, не тільки нашої планети, але автори винаходу поки що вирішили обмежитися Землею... ...Прилад зветься Нооскоп. Він дозволяє «сканувати ноосферу і біосферу» і таким чином вивчати колективну свідомість людства. ...Ті, хто вигадав Нооскоп - це дизайнери часу - вони будують майбутнє, орієнтуючись по Нооскопу і використовуючи Протокол (Антон Вайно завідував у Путіна відділом протоколу, тому протокол для нього - це сакральна істота і пунктик) як спосіб організації впорядкованого світу на противагу хаосу. Той, хто знайомиться з «працями» нового глави путінської адміністрації: ...потрапляє в світ збожеволілого письмовода, в якому «еліта», тобто «superклас», який утворюється завдяки «Фарну» - «еманації сонця божественного вогню», керує світом за допомогою протоколів. А Протоколи, в свою чергу створюються з використанням даних про стан ноосфери, які отримані завдяки оцьому самому чарівному приладу - Нооскопу. |

## Характеристики особи
- Валерій Соловей, професор, зав.каф. МДІМВ:Це надзвичайно довірена особа російського президента. Причому, він був серед його фаворитів вже як мінімум останні 5 років.[37]
…Вайно — це фаворит президента, абсолютний фаворит. Він йому повністю довіряє. Він продемонстрував себе з кращого боку як дуже кваліфікований виконавець і дуже хороший якісний менеджер.[38]
- Андрій Піонтковський, політолог, публіцист:Це нова інкарнація Петрика-Гризлова.[39]

## Санкції
Через підтримку російської агресії та порушення територіальної цілісності України під час російсько-української війни перебуває під персональними міжнародними санкціями різних країн.
З 23 лютого 2022 року перебуває під санкціями всіх країн Європейського союзу. З 24 травня 2022 року перебуває під санкціями Великої Британії. З 6 квітня 2022 року перебуває під санкціями Сполучених Штатів Америки. З 28 лютого 2022 року перебуває під санкціями Канади. З 25 лютого 2022 року перебуває під санкціями Швейцарії. З 25 лютого 2022 року перебуває під санкціями Австралії.
Указом президента України Володимира Зеленського від 7 вересня 2022 року перебуває під санкціями України. З 5 квітня 2022 року перебуває під санкціями Нової Зеландії.

## Нагороди та відзнаки
- Почесна грамота Президента РФ (16.02.2012) — За заслуги в забезпеченні діяльності Уряду Російської Федерації і багаторічну сумлінну працю[46]
- Подяка Президента РФ (24.11.2005) — За заслуги в підготовці і проведенні урочистих заходів, Присвячених 60-річчя Перемоги у Великій Вітчизняній війні 1941—1945 років[47].

## Сім'я
- Прадід — Генріх Вайно (1889—1965), більшовик-заколотник, після невдалої спроби більшовицького заколоту 1918 в Естонії, втік до Росії
- Дід — Карл Вайно (1923—2022), в 1978—1988 рр. перший секретар ЦК Комуністичної партії Естонії. Відомий політикою русифікації Естонії та готовністю до збройного насильства (1988) проти населення країни.
- Батько — Едуард Карлович Вайно (нар. 1949)[48], старший віце-президент з корпоративного управлінню та зовнішніх зв'язків ВАТ «АвтоВАЗ» (з 2008). В 1981—1985 у радянському торгпредстві в Японії — що за думкою оглядачів на ділі часто бувало «прикриттям» для співробітника КГБ. В 1990—1997 представник «АвтоВАЗ» у США; голова Ділової ради Куба — Росія в Торгово-промисловій палаті РФ.[49]. Почесний громадянин королівства Бутан.
- дружина — Олена Шуленкова, уродженка міста Люберці
- син — Олександр Вайно, закінчив МДІМВ.[50]

## Власність і доходи
Згідно з декларацією за 2015 рік заробив 2,1 млн руб.
Нерухомість:
квартири: 111,7 м² і 155,5 м²,
земельні ділянки: 2840 м² і 6058 м²;
2-поверховий будинок 454,2 м2 на Клязьмінському водосховищі в Митищинському р-ні Підмосков'я.
3 машино-місця, автомобіля не має. Має також в Естонії, за свідченнями занедбаний, родинний дім-дачу пл. 70 м².
- Дружина, Олена Шуленкова за той же період заробила: 10,1 млн руб.

На неї записана нерухомість: квартира 155,5 м², житловий будинок 35,3 м², 1 машиномісце і земельна ділянка 3200 м².
За даними з Росреєстру, раніш пані Шуленкова була власником земельної ділянки загальною площею 3245 м² в елітному селищі Барвиха (котеджне селище «Річкове»), 3-поверхового особняка 770,1 м² і будинку охорони 283,7 м². Можлива вартість тільки однієї земельної ділянки — $ 3 млн, ціна особняка та будинку охорони невідомі.
- Син — квартира, 155,5 м²